# Souvrství Frontier

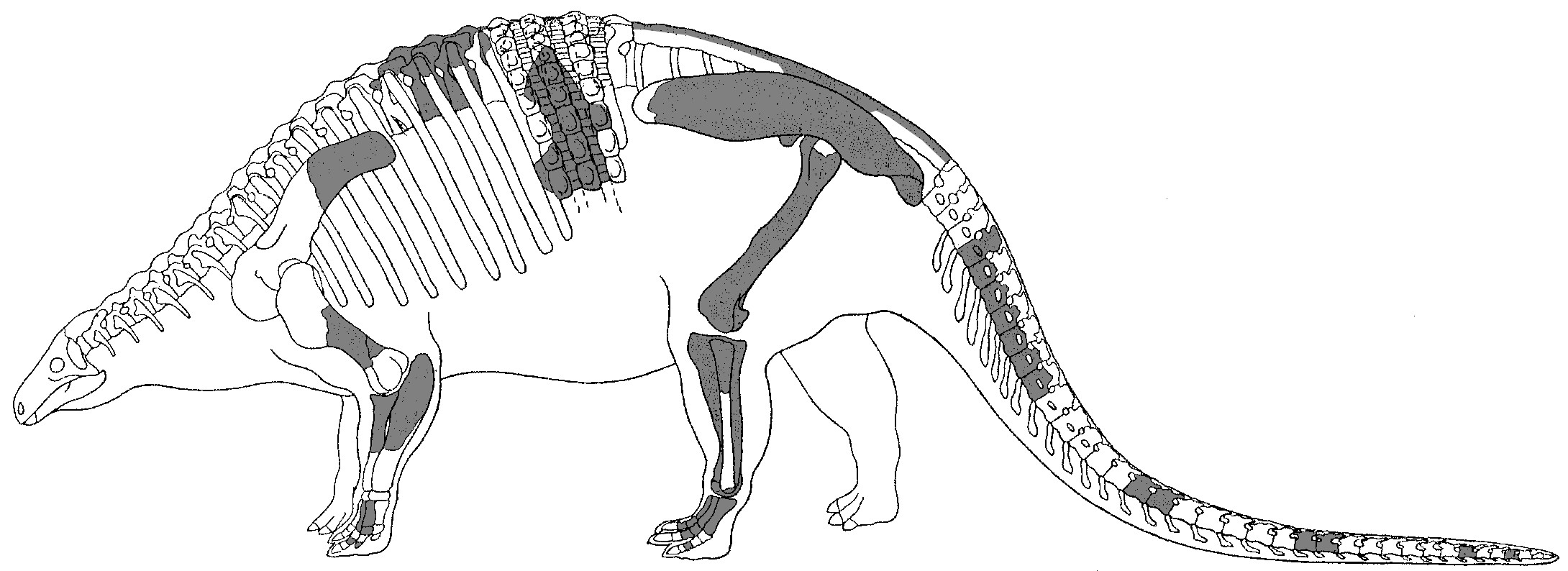
Zastaralý nákres podoby jedince druhu Nodosaurus textilis.

Souvrství Frontier je velmi rozsáhlou geologickou formací na území států Colorado, Idaho, Montana, Utah a Wyoming. Stáří sedimentů činí asi 101 až 95 milionů let, jedná se tedy o usazeniny z přelomu rané a pozdní křídy (nejpozdnější alb až raný cenoman).

## Charakteristika
Souvrství bylo formálně stanoveno roku 1902 W. J. Knightem jako mohutné vrstvy šedého pískovce, jílovce a bentonitu. V sedimentech tohoto souvrství byly objeveny fosilie dinosaurů, z nichž pouze dva druhy byly dosud formálně popsány a pojmenovány. Některé fosilie byly při objevu značně poškozeny erozí i kopyty procházejícího dobytka (což je případ typového exempláře rodu Stegopelta).

## Dinosauří fauna

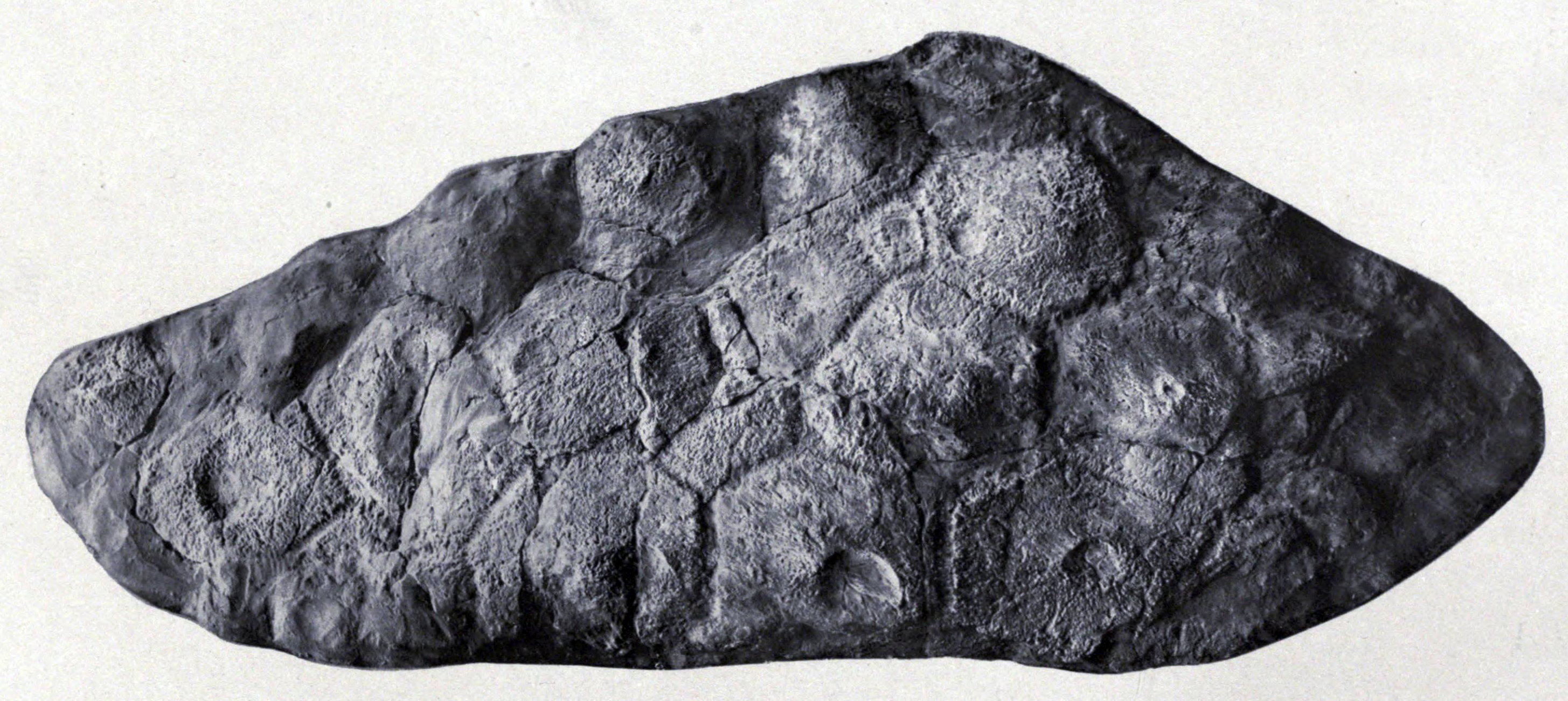
Fragment tělesného "pancíře" z pánevní oblasti stegopelty.

- Nodosaurus textilis[5]

- Stegopelta landerensis[6]